# 島根県道42号吉賀匹見線
島根県道42号吉賀匹見線（しまねけんどう42ごう よしかひきみせん）は、島根県鹿足郡吉賀町七日市と益田市匹見町匹見を結ぶ県道（主要地方道）である。

## 概要

### 路線データ
- 起点：島根県鹿足郡吉賀町七日市（国道187号交点）
- 終点：島根県益田市匹見町匹見（国道488号交点）
- 異常気象時通行規制区間： 鹿足郡吉賀町折元-益田市匹見町紙祖 　延長：19.2Km

## 路線状況
- 未改良区間が多く鹿足郡吉賀町上高尻から益田市匹見町紙祖間の上畑トンネルを含む区間は、カーブが多く落石等に注意が必要。ガードレールなどの安全設備がなく普通車同士でも離合が難しい区間が続く。中・大型車（4t以上）の通行は不可である。
- また、上記区間は携帯電話が繋がらない所（圏外）が多い。

### トンネル
- 上畑トンネル（鹿足郡吉賀町上高尻 - 益田市匹見町紙祖間、延長：41m、高さ制限：3.5m）
- 樫田トンネル（益田市匹見町紙祖、延長：388m）

## 歴史
- 1958年6月13日  - 島根県告示第525号により島根県道六日市匹見線という一般県道として認定される。
- 1972年 - 島根県の県道番号再編（固定番号付与）により島根県道173号六日市匹見線に改称する。[要出典]
- 1976年4月1日 建設省（当時）告示第694号により島根県道173号六日市匹見線が主要地方道に昇格することが決定する。
- 1977年3月11日 - 県道番号が変更され、島根県道42号六日市匹見線になる。[要出典]
- 1993年（平成5年）5月11日 - 建設省から、県道六日市匹見線が六日市匹見線として主要地方道に再指定される[1]。
- 2004年11月1日 美濃郡の全2町（匹見・美都両町）が益田市に編入されたことに伴い終点の地名表記が変更される（美濃郡匹見町匹見→益田市匹見町匹見）。
- 2005年10月1日 鹿足郡に属する六日市町および柿木村が対等合併して鹿足郡吉賀町が成立したことに伴い起点の地名表記が変更される（鹿足郡六日市町七日市→鹿足郡吉賀町七日市）。
- 2006年3月31日 島根県告示第363号により現行の路線名称に変更される。

## 地理

### 通過する自治体
- 鹿足郡吉賀町
- 益田市

### 交差する道路
| 交差する道路            | 市町村名 | 市町村名 | 交差する場所         | 交差する場所 |
| ----------------------- | -------- | -------- | -------------------- | ------------ |
| 国道187号               | 鹿足郡   | 吉賀町   | 七日市（なぬかいち） | 起点         |
| 三坂八郎林道            | 益田市   | 益田市   | 匹見町紙祖（しそ）   |              |
| 島根県道189号匹見左鐙線 | 益田市   | 益田市   | 匹見町紙祖           |              |
| 国道488号               | 益田市   | 益田市   | 匹見町匹見           | 終点         |

### 沿線にある施設など
- 島根県立吉賀高等学校
- 益田市役所匹見総合支所
- 高津川
- 高尻川リバーサイドログハウス村